# المر (يافا)
المر، تُعرف أيضًا بالمحموديّة هي قرية فلسطينيّة مهجّرة تقع في قضاء يافا. كانت القرية تقع في رقعة مستوية من الأرض في السهل الساحلي الأوسط على الضفة الجنوبية لنهر العوجا. كان يصلها خط فرعي صغير من سكة الحديد بالخط الممتد بين رأس العين ومستعمرة بيتح تكفا (إلى جهة الغرب). وكانت تصلها بعض الطرق الفرعية بما يجاورها من قرى مثل رأس العين. أسست قرية المرّ في عهد السلطان محمود الثاني العثماني (1808- 1839) لذلك كانت تُعرف بالمحمودية أيضا. في أواخر القرن التاسع عشر كانت المرّ قرية مبنية بالطوب وتميزها طاحونة تنتصب قرب النهر المجاور.

## القرية قبل عام 1948
صُنفت القرية مزرعة في (معجم فلسطين الجغرافي المفهرس) الذي وُضع أيام الانتداب. كان سكانها كلهم من المسلمين. كان معظمهم يعمل في الزراعة، وعمل بعضهم في قطاع الموصلات. عني سكان المرّ بصورة أساسية بزراعة الحمضيات والزيتون في أراضي القرية الممتدة إلى الشرق منها وإلى الغرب. في  1944 \ 1945خُصصت دونمات من الأرض للحمضيات والموز و31 دونما للحبوب. وتظهر في أطراف القرية بقايا جسر تركي. يُقدّر سكان قرية المرّ حتى عام 1945 ما يقارب 170 نسمة.

## احتلال القرية
جاء تقرير الاستخبارات العسكرية الإسرائيلية أن سكان المرّ غادروها في 3 شباط \ فبراير 1948, جرّاء حال من الذعر العام. وبسبب وقوع القرية إلى الشمال الشرقي من مستعمرة بيتح تكفا ووسط عدة مستعمرات يهودية أخرى ظنّ سكانها أنّها ستكون هدفًا محتملًا في أوائل الحرب. في أواخر سنة 1947 وأوائل سنة 1948 تعرضت القرى العربية الواقعة بين تل أبيب وحديرا لهجوم شنته قوات الهاغاناه والإرغون معا. غير أن صحيفة ( نيويورك تايمز) استشهدت ببيان صدر عن الجيش البريطاني في أواسط أيار\ مايو وفحواه أنّ القوات اليهودية هاجمت المرّ (التي أشير إليها خطأ باسم أنتيباترس) في ذلك الوقت. ومن الجائز أن يكون هجوم 13 أيار \ مايو اتخذ شكل غزوة داخل منطقة المثلث نفذها رتلان من أرتال الإرغون في الفترة نفسها تقريبًا.

## القرية اليوم
نجد اليوم في القرية بعض المنازل الكبيرة المهجورة المحفوفة بالنباتات الطويلة الشائكة. نجد بعض آبار القرية وطرقها غير المستعملة. بقي حتى اليوم منزل من المنازل المبنية بالأسمنت وهو مؤلف من طبقتين، مسطح السقف وذو نوافذ وأبواب مستطيلة. وثمة منزل أخر باق، وهو أيضا بالأسمنت ومؤلف من طبقتين، كبير جداً وذو نمط معماري متطور، إذ تمتاز واجهة الطبقة السفلية منه بثلاثة أبواب تعلوها قناطر دائرية. ويفضي الباب الرئيسي للمنزل إلى رواق مرتفع يشطر الطبقة السفلية نصفين ويعلو أول سقف من حيث البناء ومتراجعة عن واجهة المنزل، تتميز بواجهة ذات ثلاث نوافذ مقنطرة . كذلك نرى أنّ سقف الطبقة العلوية مزخرف بكورنيش مسنن. ومما تبقى أيضا بئر مصفحة بالحجارة تؤوول للتلف ولا تزال مرقاتها في داخلها. تنتشر الخطوط الفرعية لسكة الحديد في أنحاء الموقع ومثلها بعض أشجار النخيل. أما الأراضي المحيطة فقد حولها المزارعون الإسرائيليون إلى بساتين فاكهة.
لم تُقم مستعمرات إسرائيلية على أراضي القرية حتى اليوم. تقع مستعمرة نفي براك، التي أنشأت في سنة 1951، على بعد كيلومترين إلى الشمال الشرقي من موقع القرية على أراض تابعة لقرية جلجولية (إحدى القرى الفلسطينيّة التي لا تزال قائمة).